# Řád Abdóna Calderóna
Řád Abdóna Calderóna (španělsky Orden de Abdón Calderón) je ekvádorské vojenské vyznamenání založené roku 1904 a udílené za mimořádnou vojenskou službu. Pojmenován je po revolucionáři a hrdinovi, který zemřel následkem zranění utrpěného během bitvy u Pichinchy 24. května 1822, Abdónu Calderónovi.

## Třídy
Řád je udílen ve třech třídách:

I. třída
II. třída
III. třída

- I. třída
- II. třída
- III. třída

## Insignie
Levou stranu stuhy tvoří pruh žluté barvy, pravá strana je rozdělena na dva stejně široké pruhy v barvě modré a červené. Na stuze je umístěna pěticípá hvězdička, která je v případě I. třídy zlatá, v případě II. třídy stříbrná a u III. třídy bronzová.